# Palazzo Nuñez
Palazzo Nuñez é um palácio localizado num quarteirão delimitado pela Piazza in Piscinula, a Via della Lungarina, onde está a entrada principal e a Piazza Castellani, no rione Trastevere de Roma, vizinho do Palazzetto Nuñez Leslie.

## História

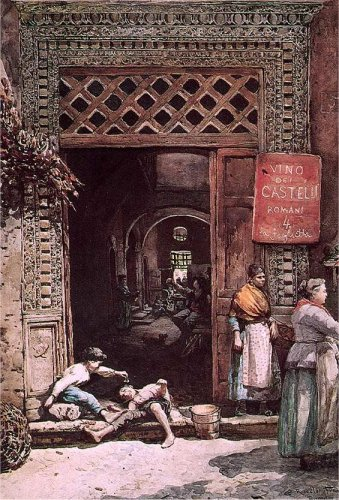
Aquarela de Ettore Roesler Franz mostrando a entrada do antigo Palazzo Castellani, hoje demolido.

A Via della Lungarina, entre a Piazza Castellani e a Piazza in Piscinula, tem um nome parecido com o da Via della Lungara e da Via della Lungaretta, mas no diminutivo, uma referência ao seu tamanho bastante reduzido. Antigamente, porém, ela chegava até a cabeceira da Ponte Rotto, mas as obras de construção dos muros de contenção do Tibre acabaram removendo-lhe um trecho repleto de construções importantes, como o Palazzo Castellani, do século XIV, e a Torre degli Alberteschi, da qual a única recordação é o nome da nova via, Lungotevere degli Alberteschi. O curto trecho restante da via é hoje ocupado pelo Palazzo Nuñez, construído no século XVII para esta nobre família espanhola.
O palácio, que recebeu um piso a mais no século XIX, foi restaurado e reestruturado em 1935 pelo arquiteto Cesanelli, contratado por Leo Nuñez, como recorda uma inscrição afixada no hall de entrada (que chama, incorretamente, o palácio de Casa dei Castellani): "DOMUS CASTELLANORUM LEO NUÑES REST PRO FILIIS EDDY NADINE A XIV MCMXXXV L.C.CESANELLI ARCH". A fachada se apresenta em quatro pisos bem demarcados por cornijas marcapiano, mas com uma clara distinção do corpo com a torre à esquerda, no qual se destaca o friso decorativo e um querubim de mármore. O mezzanino com janelas emolduradas e o subsolo com pequenas janelas gradeadas flanqueiam o grande portal em arco e com mísulas suportando uma poderosa arquitrave. À direita dele estão outros três portais de serviço, decorados com grandes conchas. As janelas nos pisos superiores são arquitravadas: decoradas com conchas no piso nobre e com cornijas nos dois seguintes. A reiterada presenças destas conchas na decoração do edifício, que não tem relação com elementos heráldicos, não é de fácil interpretação, também por causa das várias associações simbólicas relacionadas a elas, que vão de um símbolo de fertilidade, de vida e de acolhimento até um símbolo arcaico para um compartimento secreto e inviolável no qual se preservam os objetos mais valiosos e sagrados. Mas as conchas também se tornaram o símbolo dos peregrinos cristãos, em particular do Caminho de Santiago de Compostela, a cidade espanhola no norte da Galiza: neste caso, as conchas são uma mensagem da fé e de amor da família espanhola dos Nuñez. 
Na fachada de frente para a Piazza in Piscinula está afixada uma pequena Madona constituída por um belo tabernáculo de mármore decorado com uma concha e no centro do qual está um baixo-relevo em terracota, obra de Alceo Dossena do início do século XX chamada "Madonna con Bambino". Logo abaixo está a inscrição "SANCTA MARIA SUCURRE MISERIS" ("Santa Maria ajuda os doentes").

### Palazzo Castellani
O detalhe mais marcante do exterior do edifício, porém, é a presença de duas placas de mármore na fachada de frente para a Piazza Castellani, ladeando a janela central do piso térreo: são os batentes de mármore do portal do antigo Palazzo Castellani, demolido no início do século XX. As placas, compostas por dois escudos dispostos na forma de uma cruz de Santo André (um "X"), reproduzem os símbolos do Trastevere (um leão esculpido no interior do escudo) e de Roma (as letras "S R" visíveis no escudo de trás, indicando o acrônimo SPQR, "Senatus Populusque Romanus") na cruz esquerda e o brasão de Cosma Castellani (losangos) e de Brigida Porcari (um porco). Os brasões estão acompanhados respectivamente pelas seguintes inscrições: "CHRISTI SALVATORIS ANNO MCCCCVC IN ROMANU NOME TRANSTIBERINE REGIONIS DECOREM VICIQUE HUIUS CASTELLANI" ("No ano de 1495 de Cristo Salvador, para decoração da região do Trastevere e deste Vico Castellani") e "CASTELLANE FAMILIE SUPERSTITIBUS COSMATI CASTELLANI FILII EX BRIGIDA PORTIA FRANCISCUS CASTELLANUS V.I.D. ET FRATRES SUPERSTITES" ("Para os sobreviventes da família Castellani, os filhos de Cosma Castellani e de Brigida Porcia, Francesco Castellani, doutor em ambos os direitos, e os irmãos sobreviventes").
Esta é última é bem visível numa aquarela de Ettore Roesler Franz chamada "Ingresso alla Casa dei Castellani", que demonstra que esta casa nobre, no final do século XIX, abrigava um restaurante, como indica claramente a placa ("VINO DEI CASTELLI ROMANI 4 la foglietta").